# Cadmiumsulfid
Cadmiumsulfid ist eine chemische Verbindung aus Cadmium und Schwefel. Es gehört zur Gruppe der II-VI-Verbindungshalbleiter.

## Vorkommen
Cadmiumsulfid kommt in Form der Minerale Hawleyit und Greenockit in der Natur vor.

## Darstellung
Im Labor wird feinteiliges Cadmiumsulfid der kubischen Modifikation durch Fällung einer heißen angesäuerten wässrigen Lösung von Cadmiumsulfat mit Schwefelwasserstoff erhalten:
{\displaystyle {\ce {CdSO4 + H2S -> CdS + H2SO4}}}
Aus Cadmiumhalogenidlösungen hingegen wird durch Schwefelwasserstofffällung die hexagonale Modifikation erhalten.

## Eigenschaften

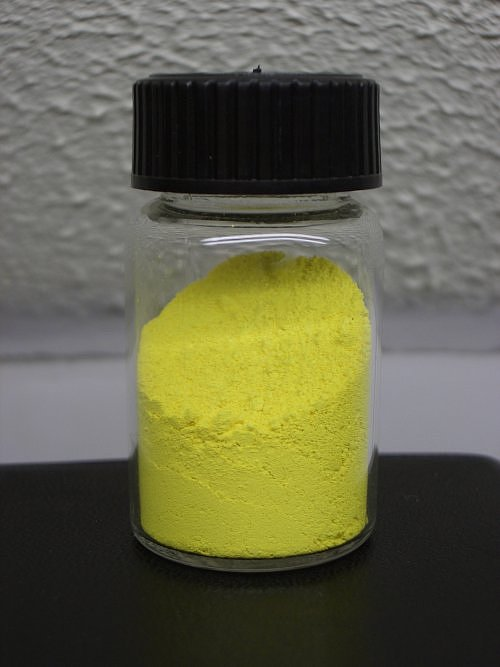
Amorphes Cadmiumsulfid

Cadmiumsulfid ist ein Feststoff und kann als gelbe bis orangefarbene Kristalle (Wurtzit-Struktur), als gelbbraunes Pulver (amorphes Cadmiumsulfid) oder als scharlachrote kubische Kristalle (beta-Cadmiumsulfid) vorliegen. Cadmiumsulfid ist nicht brennbar und unlöslich in Wasser. Beim Erhitzen an der Luft erfolgt Zersetzung unter Bildung von Cadmiumoxid und Schwefeldioxid. Cadmiumsulfid weist bei einer Wellenlänge von 520 nm die maximale Empfindlichkeit auf.

## Toxikologie
Cadmiumsulfid wird von der EU-Liste nach dem GHS-System allgemein wie alle löslichen Cadmiumverbindungen eingestuft, obwohl das toxische Potenzial wesentlich geringer ist. Wasserlösliche Cadmiumverbindungen gelten im Allgemeinen als lungenschädigend, karzinogen, keimzellmutagen, reprotoxisch und gewässergefährdend, weil die löslichen Ionen leicht von den Lebewesen aufgenommen werden können. Cadmiumsulfid ist nicht wasserlöslich und chemisch relativ beständig. Die Zuordnung nach GHS erfolgt (momentan) aufgrund dieser allgemeinen Vorschrift für Cadmiumverbindungen. Eine toxikologische Einzelbeurteilung des Cadmiumsulfids liegt momentan nicht vor. Bei Schweiß- oder Lötarbeiten an mit Cadmiumsulfid behandelten Baumaterialien aus Altlasten wird stark toxischer Cadmiumoxid-Rauch freigesetzt.

## Geschichte der Verwendung
Friedrich Stromeyer entdeckte das Cadmiumsulfid 1818 im Laboratorium. Es entsteht aus einer Fällung von Cadmiumsalzen und Schwefelwasserstoff oder Sulfiden. Die Verwendung als gelbes Pigment war lange Zeit üblich. Quecksilberanteile erzeugten eine rote Färbung. Cadmiumsulfid wird heute nicht mehr als Pigment eingesetzt, auch der Einsatz von Quecksilber ist nicht mehr erlaubt. Cadmiumsulfid wurde früher in Halbleitertechnik, Fotowiderständen oder in Leuchtstoffen für Fernsehröhren eingesetzt. Auch als Bestandteil medizinischer Haarwaschmittel fand es Verwendung.

## Abbau
Der Abbau von Cadmiumsulfid auf historischen Ölgemälden erfolgt unter Lichteinfluss durch Oxidation zu Sulfat, wie durch Koen Janssens nachgewiesen wurde. Auf den Gemälden konnte an Stelle der ursprünglichen gelben Pigmente farbloses CdSO4 · 2 H2O und (NH4)2Cd(SO4)2 gefunden werden.